# Ferdinand von Lindemann
Carl Louis Ferdinand von Lindemann (12. dubna 1852 Hannover – 6. března 1939 Mnichov) byl německý matematik, který je znám svým důkazem publikovaným v roce 1882, že číslo π je číslo transcendentní.

## Život a vzdělání
Lindemann se narodil v Hannoveru v Německu. Jeho otec, Ferdinand Lindemann, učil moderní jazyky na gymnáziu v Hannoveru. Jeho matka, Emilie Crusius, byla dcerou ředitele gymnázia. Rodina se později přestěhovala do Schwerinu, kde mladý Ferdinand navštěvoval školu.
Studoval matematiku v Göttingenu, Erlangenu, a Mnichově. V Erlangenu, pod vedením Felixe Kleina, obdržel doktorát za neeuklidovskou geometrii.
Jako profesor na univerzitě v Königsbergu, Lindemann vedl doktorské práce Davida Hilberta, Hermanna Minkowského a Arnolda Sommerfelda.

## Důkaz transcendentnosti čísla π
V roce 1882 publikoval výsledek, pro který je nejvíce znám, důkaz transcendence čísla π. Jeho postup byl podobný metodě, kterou použil o devět let dříve Charles Hermite, který dokázal, že e, základ přirozených logaritmů, je transcendentní. Již před publikací Lindemannova důkazu bylo známo, že pokud π je transcendentní, pak starověký problém kvadratury kruhu pomocí pravítka a kružítka je v konečném počtu kroků neřešitelný.